# Вишнёвое (Ленинский район)
Вишнёвое — (до 1957 года Багерова Скала) исчезнувшее село в Ленинском районе Республики Крым, располагавшееся на востоке района и Керченского полуострова, примерно в полукилометре на северо-восток от современного пгт Багерово.

## История
Впервые в исторических документах селение при Багеровских каменоломнях встречается в Статистическом справочнике Таврической губернии. Ч.II-я. Статистический очерк, выпуск пятый Феодосийский уезд, 1915 год, согласно которой в Багрево-Скала Сарайминской волости Феодосийского уезда числилось 9 дворов с русским населением в количестве 55 человек только «посторонних» жителей.
После установления в Крыму Советской власти, по постановлению Крымревкома, 25 декабря 1920 года из Феодосийского уезда был выделен Керченский (степной) уезд, а, постановлением ревкома № 206 «Об изменении административных границ» от 8 января 1921 года была упразднена волостная система и в составе Керченского уезда был создан Керченский район в который вошло село (в 1922 году уезды получили название округов. 11 октября 1923 года, согласно постановлению ВЦИК, в административное деление Крымской АССР были внесены изменения, в результате которых округа были отменены и основной административной единицей стал Керченский район в который вошло село. Согласно Списку населённых пунктов Крымской АССР по Всесоюзной переписи 17 декабря 1926 года, на хуторе Багерова Скала, Кезского сельсовета Керченского района, числилось 9 дворов, население составляло 17 человек, из них 11 русских и 6 украинцев. Постановлением ВЦИК «О реорганизации сети районов Крымской АССР» от 30 октября 1930 года (по другим сведениям 15 сентября 1931 года) Керченский район упразднили и село включили в состав Ленинского, а, с образованием в 1935 году Маяк-Салынского района (переименованного 14 декабря 1944 года в Приморский) — в состав нового района. На подробной карте РККА Керченского полуострова 1941 года подписано, как Багеровское карьероуправление.
После освобождения Крыма от фашистов, 12 августа 1944 года было принято постановление № ГОКО-6372с «О переселении колхозников в районы Крыма» и в сентябре того же года в район приехали первые новоселы 204 семьи из Тамбовской области, а в начале 1950-х годов последовала вторая волна переселенцев из различных областей Украины. С 25 июня 1946 года селение в составе Крымской области РСФСР, а 26 апреля 1954 года Крымская область была передана из состава РСФСР в состав УССР. В 1957 году переименован в посёлок Вишневый. В «Справочнике административно-территориального деления Крымской области на 15 июня 1960 года» уже как посёлок Вишнёвое Багеровского поссовета, в том же году присоединено к Багерово (согласно справочнику «Крымская область. Административно-территориальное деление на 1 января 1968 года» — в период с 1954 по 1960 годы).